# Psittacanthus mirandensis
Psittacanthus mirandensis är en tvåhjärtbladig växtart som beskrevs av C.T. Rizzini. Psittacanthus mirandensis ingår i släktet Psittacanthus och familjen Loranthaceae. Inga underarter finns listade i Catalogue of Life.